# King Von
Dayvon Daquan Bennett (9. srpna 1994 Chicago, Illinois – 6. listopadu 2020 Atlanta, Georgie) známý pod pseudonymem King Von, byl americký rapper, proslul především svým „energickým“ stylem hudby a vypravováním životních příběhů skrze svou vlastní tvorbu. Byl podepsán pod nahrávací společností Lil Durka Only the Family a Empire Distribution.
Zemřel násilnou smrtí, stejně jako desítky dalších rapperů byl zastřelen.

## Před kariérou
King Von se narodil v Chicagu. Většinu svého života prožil v Parkway Gardens, také nazývaný jako „O'Block“, který se nachází na rohu 64. ulice a Martin Luther King Drive na jižní straně Chicaga. Vychovávala ho hlavně jeho matka Taesha. Když bylo Vonovi 11 let, jeho otec byl zastřelen neznámým vrahem.
Vyrůstal společně s kamarádem a známým rapperem Lil Durkem, stejně jako s jedním z nejznámějších rapperů „O'Blocku“ Chief Keefem. Zde byl známý svou přezdívkou „Grandson“ (česky „Vnuk“), která odkazuje na Davida Barksdala, zakladatele pouličního gangu Black Disciples, jehož byl King Von údajným členem. Přezdívku dostal ve vězení, protože mnoho lidí, kteří Davida znali, říkali, že jim připomíná vůdce gangu, podle toho jak se chová v ulicích, i na základě jeho běžného chování.
V 16 letech šel poprvé do vězení za ozbrojenou loupež. Avšak to byl jen začátek jeho problémů se zákonem. V roce 2014 byl obviněn z vraždy a dvou pokusů o vraždu, v souvislosti se střelbou, při které byl jeden člověk zabit a dva zraněni. Po prokázání své neviny začal King Von rapovat a spolupracovat s Lil Durkem na singlech. Lil Durk ho nakonec podepsal pod jeho nahrávací společnost OTF (Only The Family).  

## Kariéra
Poté, co s ním rapper Lil Durk podepsal smlouvu pod jeho společnost, vydal v roce 2018 převratný singl „Crazy Story“, který ho dostal do povědomí širší veřejnosti.  V květnu 2019 byla vydána skladba „Crazy Story 2.0“, na kterou byl přidán i Lil Durk a následné hudební video k tomuto singlu bylo vydáno 20. května téhož roku a dosáhlo čtvrtou příčku žebříčku Bubbling Under Hot 100. 13. září 2019 vyšla třetí verze tohoto singlu s názvem „Crazy Story Pt. 3“.
9. července 2019 vydali Lil Durk a King Von svůj společný singl „Like That“. 2. září 2019 King Von vydal svůj singl „What It's Like“, ve kterém popisuje své problémy a jaké to je si nimi procházet. 19. září 2019 vydal Von svůj 15 skladbový mix Grandson, vol. 1, společně s Lil Durkem na dvou skladbách. Album debutovalo na 75. pozici Billboard 200 a na 27. pozici v žebříčku alb Hip Hop/R&B.   16. listopadu 2019 vydal svůj singl „2 AM“. 29. listopadu 2019 vyšel další singl s názvem „Rolling“ společně s YNW Mellym a také s hudebním videem.
10. ledna 2020 byl vydán singl „Pressin“ detroitského rappera Sada Baby s Vonem. 21. února 2020 Von vydal „Took Her to the O“, která se stala jednou z jeho nejpopulárnějších písní. Ta byla zahrnuta do jeho mixtapu, LeVon James, vydaného dne 6. března 2020, který dosáhl 63. místa v žebříčku Billboard 200. Na albu se objevují i jména jako NLE Choppa, Polo G, Tee Grizzley, G Herbo, Lil Durk a YNW Melly.
29. dubna 2020 vydal King Von singl „Grandson for President“, který si v popularitě vedl velmi dobře. Na to navázal vydáním videa k písni „Broke Opps“, která je z alba LeVon James. Poté vydal 27. července 2020 další singl s názvem „Why He Told“ a na něj navázal dalším populárním singlem „All These N***as“, který na YouTube zaznamenal více než 21 milionů zhlédnutí. Poté vydal 26. srpna 2020 další singl s názvem „How It Go“, ve kterém svým posluchačům přibližuje vězeňský život.
Dne 9. října 2020 pak vydal skladbu a zároveň videoklip „I Am What I Am“, ve kterém se i představil newyorský rapper Fivio Foreign. Toto vydání bylo těsně před vydáním jeho debutového studiového alba  Welcome to O'Block, které vyšlo 30. října 2020. Album se 16 skladbami zahrnuje známé producenty jako Chopsquad DJ, Tay Keith, Wheezy a Hitmaka. Objevuje se zde také spolupráce rappera Polo G, který pochází ze stejného města jako Von na skladbě „The Code“, která byla vydána s hudebním videem. Von vysvětlil klíčový rozdíl mezi jeho mixem Levon James a Welcome to O'Block: „Pokud něco děláte a pokračujete v tom dále, tak dosáhnete ještě lepších výsledků. Všechno je lepší. Je to ten pravý projekt, tvrdě jsem na tom pracoval". Stránka Revolt o albu poznamenal: „Často rapuje o Chicagu a jeho respektované čtvrti, toto album s největší pravděpodobností vykresluje živý obraz jeho textů".

## Problémy se zákonem
King Von byl zkušeným kriminálníkem, ještě před jeho rapovou kariérou. Během dospívání byl Von několikrát zatčen a poprvé šel do vězení v 16 letech za ozbrojenou loupež.
21. listopadu 2012 byl zadržen za nezákonné držení střelné zbraně. 24. července 2014 byl zatčen v souvislosti se střelbou v květnu téhož roku, která měla za následek smrt Malcolma Stuckeye a další dva zraněné. Von byl obviněn z vraždy a dvou pokusů o vraždu. Střelba probíhala na 5700 South Lasalle Street v Englewoodu v Chicagu.  Ovšem kvůli absenci svědectví byl propuštěn na svobodu. Lil Durk v rozhovoru pro Breakfast Club uvedl, že naléhal a podporoval Vona v tom, aby se stal rapperem, a díky tomu se vyvaroval dalších problémů.
V červnu 2019 byli King Von a Lil Durk zatčeni v souvislosti se střelbou v Atlantě, při které byl oloupen a zabit Alexander Witherspoon. Rappeři byli propuštěni na kauci a Lil Durk byl zproštěn obvinění v roce 2022.

## Úmrtí
6. listopadu 2020 se King Von zapletl do potyčky v klubu v Atlantě, která se odehrála mezi dvěma skupinami mužů, z nichž jedna byla spojena s rapperem Quandem Rondem. Spor začal ve 3:20 ráno před klubem Opium. Došlo k přestřelce, kterou se dva policisté pokusili zneškodnit další palbou. Neozbrojený Von byl postřelen, dva lidé byli zabiti a další tři muži vyvázli se zraněním. Von byl v kritickém stavu převezen do nemocnice  a ve stejný den o několik hodin později svému zranění podlehl ve věku 26 let.   Jeho smrt vzbudila v zahraničních médiích obrovskou pozornost. Pár dní po smrti King Vona se na sociálních sítích objevila fotografie z jeho pitvy. Údajně měla na veřejnost proniknout ze soukromého instagramového účtu, jenž je veden pod názvem 60dashoota. Podezřelý z vraždy King Vona byl identifikován jako Timothy Leeks, rapper známý také jako Lul Timm.
V srpnu 2023 byl Leeks zproštěn obvinění z vraždy, díky georgijskému zákonu stand-your-ground (možnost užití smrtící síly při obraně a strachu o život). Za smrt King Vona tak nešel nikdo do vězení.

## Osobní život
King Von byl členem gangu The Black Disciples.

## Diskografie

### Studiová alba
| Název              | Rok  |
| ------------------ | ---- |
| Welcome to O'Block | 2020 |

### Mixtapes
| Název            | Rok  |
| ---------------- | ---- |
| Grandson, Vol. 1 | 2019 |
| Levon James      | 2020 |

### Singly

#### Jako hlavní umělec
| Název                                     | Rok  | Pozice v žebříčku | Album            |
| Název                                     | Rok  | US R&B/HH Bub.    | Album            |
| ----------------------------------------- | ---- | ----------------- | ---------------- |
| "Crazy Story"                             | 2018 | —                 | Grandson, Vol. 1 |
| "Crazy Story 2.0" (společně s Lil Durkem) | 2019 | 4                 | Grandson, Vol. 1 |
| "Crazy Story Pt. 3"                       | 2019 | —                 | Grandson, Vol. 1 |
| "No Flaws"                                | 2019 | —                 | Grandson, Vol. 1 |
| "2 A.M"                                   | 2019 | —                 | Levon James      |
| "Rolling" (společně s YNW Mellym)         | 2019 | —                 | Levon James      |

#### Jako uváděný umělec
| Titul                                          | Rok  | Album                      |
| ---------------------------------------------- | ---- | -------------------------- |
| „Like That“ (Lil Durk společně s Kingem Vonem) | 2019 | Love Songs 4 the Streets 2 |
| "Pressin" (Sada Baby společně s Kingem Vonem)  | 2020 | Skuba Sada 2 (Deluxe)      |